# Tarzan, der Herr des Urwaldes
Tarzan, der Herr des Urwaldes (Originaltitel: Tarzan, the Ape Man) ist ein US-amerikanischer Spielfilm aus dem Jahr 1959 von Joseph Newman. Die Titelrolle der von Edgar Rice Burroughs erdachten Figur spielte Denny Miller. In Deutschland wurde der Film erstmals am 22. Dezember 1959 in den Kinos gezeigt.

## Handlung
Mithilfe des Watussi-Kriegers Riano machen sich der Abenteurer Harry Holt, Colonel Parker und dessen frisch aus London angereiste Tochter Jane auf die Suche nach dem geheimnisvollen Elefantenfriedhof. Der Armreif des afrikanischen Kriegers weist ihnen den Weg.
Als die Gruppe von wütenden Elefanten angegriffen wird, flüchtet Jane vor einem der Tiere in den Dschungel. Tarzan rettet sie vor dem Amok laufendem Elefanten und bringt sie zu sich ins Baumhaus. Dort freundet sich Jane nach anfänglicher Skepsis schnell mit Tarzan an.
Als Parker seine Tochter findet, denkt er, dass sie in Gefahr ist. Holt erschießt einen von Tarzans zahmen Schimpansen um Jane zu befreien. Tarzan, der die Gruppe verfolgt, wird von Holt durch einen Streifschuss leicht verletzt.
Trotz des feindlichen Verhaltens warnt Tarzan Parker und Holt vor einem kriegerischen Eingeborenenstamm. Einen Angriff des Stammes kann Tarzan abwehren, indem er mit seinem Schrei eine Stampede bei einer Antilopenherde auslöst. Die eingeborenen Krieger flüchten.
Als Holt sich weigert, auf Bitte Parkers die Suche nach dem Elfenbein abzubrechen, schlägt Tarzan ihn nieder. Jane verunsichert dieses wilde Verhalten und sie verscheucht Tarzan. Die Suche wird fortgesetzt.
Nach dem Weitermarsch über den Kilimandscharo gelangen Parker, Jane und Holt zu einer Ruinenstadt. Bei der Erkundung eines alten Tempels werden sie von einem Stamm Pygmäen eingeschlossen. Bei dem folgenden Opferritual stürzt Parker ins Feuer. Tarzan gelingt es, mit einer Elefantenherde das Dorf des Stammes niederzutrampeln und Holt und Jane zu befreien.
Einer der Elefanten ist durch einen Speer tödlich verletzt. Indem Tarzan, Jane und Holt ihm folgen, finden sie den Weg zum geheimen Elefantenfriedhof. Jane bleibt im Dschungel bei Tarzan.

## Hintergrund
Im gesamten Film fällt nicht einmal der Name Tarzan.

## Rezeption
Cinema bezeichnete die Besetzung Millers als „Fehlgriff“.
Beim englischsprachige Kritikerportal Rotten Tomatoes gaben lediglich 20 % der Zuschauer dem Film eine positive Bewertung.

## Synchronisation
Die deutsche Synchronfassung entstand 1959 im MGM-Synchronisations-Atelier, Berlin.
| Rolle        | Darsteller     | Synchronsprecher |
| ------------ | -------------- | ---------------- |
| Tarzan       | Denny Miller   | Edgar Ott        |
| Jane Parker  | Joanna Barnes  | Inge Landgut     |
| James Parker | Robert Douglas | Kurt Waitzmann   |